# Olšany (Jihlavai járás)
Olšany település Csehországban, a Jihlavai járásban. Olšany Dyjice, Ořechov, Nevcehle, Vápovice, Stará Říše és Urbanov településekkel határos. Lakosainak száma 82 fő (2024. január 1.).

## Népesség
A település lakosságának változását az alábbi diagram mutatja:
| Lakosok száma | 165  | 171  | 169  | 135  | 99   | 60   | 77   | 76   | 79   | 82   |
|               | 1869 | 1890 | 1921 | 1950 | 1980 | 2001 | 2017 | 2019 | 2022 | 2024 |